# Цесляр, Зузанна
Зузанна Цесляр (пол. Zuzanna Cieślar; род. 8 ноября 2000) ― польская фехтовальщица на саблях, серебряный призёр чемпионата мира 2025 года, трёхкратный призёр чемпионата Европы. Участница III Европейских игр 2023 года.

## Биография

### Карьера
В 2022 году на чемпионате Европы в Анталье завоевала бронзовую медаль в индивидуальных соревнованиях саблисток. В 2024 году на чемпионате Европы в Базеле вновь стала третьей в индивидуальных соревнованиях женской сабли.
На чемпионате Европы 2025 года в итальянской Генуе стала серебряным призёром в составе польской команды саблисток.
В 2025 году на чемпионате мира в Тбилиси завоевала серебряную медаль в индивидуальных соревнованиях. В финале уступила спортсменке из России Яне Егорян.